# Премія імені Василя Стуса
Премія імені Василя Стуса — премія, заснована 1989 року Українською асоціацією незалежної творчої інтелігенції (УАНТІ). Вперше вручалася у Львові. 1990 набула столичного статусу.
З 2016 року Премією опікуються Український ПЕН, Києво-Могилянська Бізнес-Школа та видавництво "Дух і Літера". Вони вирішили внести у дотеперішню традицію цієї премії деякі зміни, а саме: створити журі, положення про премію та відзнаку.
Премію імені Василя Стуса присуджує щороку Український ПЕН авторам (літераторам, митцям, режисерам, музикантам, культурним менеджерам), незалежно від місця проживання, прижиттєво, за особливий внесок в українську культуру та стійкість громадянської позиції.
Церемонія вручення відбувається щороку на початку вересня.

## Лауреати[1]

### 1989
- Опанас Заливаха, живописець
- Володимир Кучинський, режисер
- Іван Світличний, поет
- Колектив Українського молодіжного театру у Львові

### 1990
- Раїса Лиша, поетеса та художниця
- Борис Довгань, скульптор

### 1991
- Галина Севрук, художниця
- Марія Бурмака, співачка

### 1992
- Микола Горбаль, поет
- Ольга Богомолець, лікарка та співачка
- Ігор Калинець, поет і прозаїк
- Надія Світлична, публіцист і правозахисниця

### 1993
- Анна-Галя Горбач, перекладачка
- Андрій Ментух, художник
- Антоніна Листопад, поетеса
- Андрій Антонюк, художник

### 1994
- Михайлина Коцюбинська, письменниця та літературознавець

### 1996
- Сергій Мороз, поет і композитор

### 1997
- Ігор Жук, поет-пісняр

### 1998
- Леся та Галина Тельнюк — вокальний дует Сестри Тельнюк
- Микола Малишко, скульптор та художник
- Лана Перлулайнен, поетеса та прозаїк

### 1999
- Василь Слапчук, письменник
- Ольга Кравчук

### 2000
- Василь Овсієнко, публіцист
- Людмила Семикіна, живописець
- Мойсей Фішбейн, поет і перекладач
- Володимир Губа, композитор

### 2001
- Галина Стефанова, актриса
- Любов Панченко, художниця-модельєрка

### 2002
- Валентина Мастерова, журналістка та письменниця
- Анатоль Перепадя, перекладач

### 2003
- Анатолій Русначенко, історик
- Михайло Москаленко, перекладач
- Валерій Франчук, художник

### 2004
- Кость Москалець
- Тарас Компаніченко, кобзар та бандурист
- Іванна Крип'якевич-Димид, художниця

### 2005
- Григорій Гусейнов, письменник та журналіст
- Андрій Криштальський, письменник та журналіст

### 2006
- Олена Голуб, співачка
- Євгенія Лещук, поетеса
- Станіслав Чернілевський, поет і кінорежисер

### 2007
- Михайло Ткачук, кінорежисер
- Елеонора Соловей, літературознавець
- Олександра Матвійчук, правозахисниця

### 2008
- Галина Могильницька, поетеса
- Олександр Смик, бард і пісняр
- Ольга Мельник

### 2009
- Мирослав Маринович, релігієзнавець
- Осип Зінкевич, літературознавець та видавець

### 2010
- Степан Семенюк, воїн УПА та колишній політв'язень
- Олександр Рябокрис, режисер
- Андрій Данильченко, режисер
- Кирило Булкін, актор і журналіст
- Лариса Масенко, соціолінгвіст

### 2011
- Марія Овдієнко, краєзнавець та поетеса
- рок-гурт «Сад»
- Ярослава Музиченко, журналіст.

### 2012
- Євген Захаров, правозахисник
- Володимир В'ятрович, історик
- Ірина Жиленко, поетеса

### 2013
- Микола Плахотнюк, лікар та колишній політв'язень
- Любов Міненко, художниця
- Борис Ткаченко, публіцист та краєзнавець
- Софія Федина, співачка і телеведуча[2]

### 2014
- Руслана Лижичко, співачка
- Святослав Вакарчук, музикант
- Сашко Положинський, музикант[3]

### 2016
- Олександра Коваль, видавець[4]

### 2017
- Сергій Жадан, письменник та музикант

### 2018
- Борис (Ґудзяк), митрополит УКГЦ та громадський діяч[5]

### 2019
- Влад Троїцький, актор та режисер

### 2020
- Ахтем Сеітаблаєв, режисер[6]

### 2021
- Тарас Возняк, культуролог та редактор[7]

### 2022
- Віталій Портников, журналіст[8]

### 2023
- Сергій Буковський, режисер-документаліст[9]

### 2024
- Пилипчук Тетяна Валеріївна, директорка Харківського літературного музею[10]

## Журі Премії 2023 року[1]
- Мирослав Маринович – голова журі, публіцист, член-засновник Української Гельсінської групи, почесний президент Українського ПЕН;
- Оля Гнатюк – дослідниця, професорка НаУКМА та Варшавського університету;
- Володимир Єрмоленко – філософ, журналіст, письменник, президент Українського ПЕН;
- Юрко Прохасько – есеїст, перекладач;
- Віталій Портников – журналіст, публіцист, лауреат Премії імені Василя Стуса 2022 року;
- Олександр Саврук – декан Києво-Могилянської Бізнес Школи;
- Елеонора Соловей – літератературознавиця;
- Леонід Фінберг – головний редактор видавництва "Дух і Літера"

## Виноски
1. 1 2 3 4  Премія імені Василя Стуса. PEN Ukraine (укр.). 14 вересня 2023. Процитовано 22 вересня 2023.
2. ↑  Названо лауреатів премії імені Василя Стуса. Архів оригіналу за 17 січня 2013. Процитовано 16 січня 2013.
3. ↑  Цьогорічну премію В.Стуса вручили співакам Євромайдану
4. ↑  Премію ім. Василя Стуса отримала Олександра Коваль // Громадське радіо, 20 квітня 2016.
5. ↑  Владика Борис Ґудзяк став лауреатом Премії імені В. Стуса - УКУ. УКУ (укр.). Архів оригіналу за 26 листопада 2018. Процитовано 23 серпня 2018.
6. ↑  Ахтем Сеітаблаєв отримав Премію Стуса 2020 року. Збруч (укр.). 12 вересня 2020. Процитовано 7 травня 2025.
7. ↑  Тарас Возняк отримав Премію імені Василя Стуса. Збруч (укр.). 15 вересня 2021. Процитовано 7 травня 2025.
8. ↑  Віталій Портников отримав Премію імені Василя Стуса. Збруч (укр.). 5 жовтня 2022. Процитовано 7 травня 2025.
9. ↑  Лауреатом Премії імені Василя Стуса 2023 року став Сергій Буковський. Збруч (укр.). 14 вересня 2023. Процитовано 7 травня 2025.
10. ↑  Анастасія Большакова (10 вересня 2024). Оголосили лавреатку Премії імені Василя Стуса 2024 року. УП. Життя. Процитовано 13 вересня 2024.